# Září 2012
1. září – sobota
- Írán a Severní Korea podepsaly dohodu o vědecké a technologické spolupráci, která znamená další sblížení těchto dvou států, znepokojujících Západ svými kontroverzními jadernými programy.[1]
- Ve věku 91 let zemřel textař Hal David, který spolu s hudebním skladatelem Burtem Bacharachem vytvořil desítky písní, za něž získal řadu cen – mj. Oscara, Grammy či Tony.[2]

2. září – neděle
- Nositel Nobelovy ceny míru anglikánský arcibiskup Desmond Tutu prohlásil, že Tony Blair a americký exprezident George W. Bush by měli stanout před Mezinárodním trestním soudem za svou roli v invazi do Iráku v roce 2003.[3][4][nedostupný zdroj][5]

3. září – pondělí
- Ve věku 54 let zemřel americký herec Michael Clarke Duncan, známý rolí Johna Coffeyho z filmu Zelená míle, za kterou byl nominován na Oscara a Zlatý glóbus.[6]

4. září – úterý
- Policie zadržela náměstka ústecké hejtmanky Pavla Koudu (ČSSD) v souvislosti s  vyšetřováním machinací s evropskými dotacemi v NUTS 2 Severozápad. Obviněných je celkem šest, včetně tří po sobě jdoucích ředitelů Úřadu regionální rady Severozápad (Pavel Markvart, Petr Kušnierz, Petr Vráblík).[7][8]
- Kolumbijský prezident Juan Manuel Santos oznámil počátek mírových rozhovorů s FARC, nejsilnější povstaleckou armádou v zemi.[9]
- Keňské námořnictvo ostřelovalo somálské přístavní město Kismayo.[10][nedostupný zdroj][11]
- Vedení Fotbalové asociace České republiky vydalo rozhodnutí, podle kterého s definitivní platností nesmí FK Bohemians Praha používat v názvu slovo Bohemians. Rozhodlo tak na základě verdiktu Městského soudu v Praze. Klub dostal čas na přejmenování do 31. ledna 2013.[12]

5. září – středa
- Krátce po drtivém volebním vítězství québeckých separatistů došlo na jejich povolebním setkání ke střelbě.[13]

6. září – čtvrtek
- Policie obvinila primátora Českých Budějovic Juraje Thomu ze zneužití pravomoci úřední osoby a porušení povinností při správě cizího majetku.[14]

9. září – neděle
- Irácký viceprezident Tárik al Hášimí, který se v současnosti skrývá v Turecku, byl v nepřítomnosti odsouzen k trestu smrti.[15]
- V neděli ráno zemřel kameraman Petr Polák, natočil filmy jako S tebou mě baví svět nebo Jak vytrhnout velrybě stoličku.[16][17][18][19]

11. září – úterý
- Již devět lidí zemřelo od 1. září v Česku na otravu metanolem po požití nakoupených destilátů. Několik lidí dále po požití osleplo a další se nacházejí ve vážném zdravotním stavu.[20][21][22][23]
- Při útoku ozbrojenců na americký konzulát v libyjském Benghází zahynuli čtyři jeho zaměstnanci včetně velvyslance USA v Libyi Christophera Stevense. Důvodem útoku byl zřejmě film Innocence of Muslims hanobící muslimského proroka Mohameda.[24]
- Při požáru textilní továrny v pákistánském Karáčí zahynulo více než 300 lidí. V tentýž den hořelo i v továrně na obuv v Láhauru, kde zahynulo 25 osob.[25]

12. září – středa
- Počet lidí, kteří od 1. září zemřeli na otravu methanolem, stoupl na 18. Vláda na to reagovala ustanovením krizového štábu. Ministerstvo zdravotnictví navíc vydalo zákaz prodeje tvrdého alkoholu ve stáncích.[26]
- Ve věku 79 let zemřel český herec Radoslav Brzobohatý.[27]

14. září – pátek
- Ministerstvo zdravotnictví vyhlásilo celostátní prohibici na lihoviny s 20 % alkoholu a více. Jedná se o rozšíření předchozího zákazu prodeje tvrdého alkoholu ve stáncích.[28]

15. září – sobota
- Ve věku 87 let zemřel francouzský herec Pierre Mondy, známý jako seržant Chaudard z filmů o sedmé rotě či komisař Cordier ze seriálu Cordierovi, soudce a policajt.[29]

19. září – středa
- Americká teoložka Karen Leigh Kingová představila na Mezinárodní konferenci koptských studií fragment papyru, jehož obsah naznačuje, že podle tradice udržované některými křesťany ve 4. století byl Ježíš Kristus ženatý.[30]

20. září – čtvrtek
- Ve věku 61 let zemřel významný český archeolog a odborník na hradní architekturu Tomáš Durdík, který v roce 2011 získal ocenění Europa Nostra.[31]

21. září – pátek
- Novým rekordmanem v počtu odehraných zápasů v ELH se stal František Ptáček z Českých Budějovic. V zápase s Libercem nastoupil ke svému 1036. extraligovému zápasu a překonal tak dosavadní rekord Josefa Řezníčka.[32]

23. září – neděle
- Obyvatelé Jarošova v referendu rozhodli o setrvání této místní části ve městě Uherské Hradiště, když se pro osamostatnění vyslovilo pouze 23 % oprávněných voličů.[33]

25. září – úterý
- Francouzský kasační soud potvrdil rozhodnutí, podle kterého je za havárii tankeru Erika, který ztroskotal v prosinci 1999 u bretaňského pobřeží, zodpovědná ropná společnost Total.[34][35]

27. září – čtvrtek
- Ve věku 95 let zemřel britský herec českého původu Herbert Lom, známý především jako inspektor Dreyfus z filmové série Růžový panter.[36]

28. září – pátek
- Prezident Václav Klaus byl na návštěvě Chrastavy na Liberecku napaden mladším psychicky narušeným mužem, který ho několikrát zasáhl plastovou pistolí do ruky. Prezidentova ochranka přitom zareagovala mimořádně neprofesionálně, když muže po incidentu nechala z místa činu odejít a zatkla ho až po několika minutách. Prezident Klaus utrpěl pouze drobné poranění, které si vyžádalo kratší ošetření v nemocnici až po ukončení akce v Chrastavě.[37]
- V Kralupech nad Vltavou zasahovala policie kvůli střetům nacionalistů a jejich odpůrců. Na místě se konala Svatováclavská manifestace.[38]